# Поліція в Бразилії
Функції поліції з охорони громадського порядку та боротьби з правопорушеннями в Федеративній Республіці Бразилії покладено на Цивільну поліцію, Федеральну поліцію, Військову поліцію та Муніципальну варту. Кожен з чотирьох правоохоронних органів створений і діє у всіх 27 «федеративних одиницях» Бразилії (26 штатів та 1 федеральний округ).

## Цивільна поліція
Цивільна поліція (порт. Polícias Civis) — це слідчі сили бразильської поліції штатів, які перебувають у підпорядкуванні федеративних одиниць Бразилії та згідно статті 144 Федеральної Конституції Бразилії забезпечують захист громадської безпеки та підтримання громадського порядку. В кожному штаті є свій Департамент цивільної поліції, що діє як державне бюро розслідувань займаючись детективною роботою, криміналістикою та кримінальними розслідуваннями.

## Федеральна поліція
Федеральна поліція (порт. Polícia Federal) —  це федеральний воєнізований підрозділ у підпорядкуванні Міністерства юстиції. До основних функцій федеральної поліції відносяться протидія злочинності та розслідування злочинів проти органів влади, економіки країни, боротьба з наркотрафіком, тероризмом, торгівлею людьми, контроль обігу зброї та дозвільні функції. Існують підрозділи воєнізованої федеральної імміграційної поліції та прикордонного контролю, і навіть туристична поліція. Окремими підрозділами федеральної поліції можна вважати відділи охорони аеропортів, водну та морську поліцію. Федеральна поліція перебуває в казармовому становищі і вважається допоміжним підрозділом бразильської армії. Федеральну поліцію не слід плутати з Військовою поліцією штатів, що підпорядковується безпосередньо місцевим органам самоврядування та регіональному військовому командуванню.
Свою історію поліція Бразилії починає з часів правління короля ПедроII, коли в Ріо-де-Жанейро було створено перше воєнізоване поліцейське формування (порт. Força Policial) з метою допомогти армії та владі підтримати правопорядок та розвантажити військових від невластивих їм функцій.  У бурхливі роки історії та переходу Бразилії від монархії до республіканської форми правління, військових переворотів, двох воєн та чотирьох революцій, назва поліцейських сил змінювалася, як і форма одягу самих офіцерів поліції. А з поділом території Бразилії на штати з широкою автономією кожен штат по-своєму забезпечував громадську безпеку.
Починаючи з 1854 року, коли з підрозділу єгерів було створено військову поліцейську адміністрацію назви цих поліцейських сил змінювалася відповідно до внутрішньополітичної обстановки в країні:
- 1854 - Поліцейські сили (Força Policial);
- 1874 - Поліцейський корпус (Corpo Policial);
- 1891 - Корпус військової жандармерії (Corpo Militar de Policia);
- 1892 - Полк безпеки (Regimento de Segurança);
- 1917 - Збройні сили (Força Militar);
- 1932 - Сили публічні (міліція) (Força Pública);
- 1939 - Сили поліції (Força Policial);
- 1946 - Військова жандармерія (Policia Militar).
- У березні 1944 року було проведено поліцейську реформу, результатом якої стало створення Федерального Департаменту громадської безпеки (DFSP) столиці Ріо-Де-Жанейро. У першій половині 1946 року юрисдикцію DFSP було розширено на всю країну, було створено підрозділи для боротьби з незаконним виробництвом та збутом наркотиків, охорони суспільної моральності та боротьби з фінансовими злочинами.
- У 1967 році врахувавши досвід роботи поліції Англії, США та Канади – Департамент DFSP був реорганізований в Управління Федеральної поліції (DPF). Цей орган, по суті, став координуючою службою між безліччю окремих і практично незалежних підрозділів воєнізованої поліції (жандармерії) по всій країні.

## Військова поліція
Військова поліція (порт. Polícias Militares) — це 27 сил громадської безпеки, основним завданням яких є патрулювання та підтримання громадського порядку на території штатів і федерального округу. Вони підпорядковуються губернаторам, є допоміжними силами та резервом Бразильської армії, а також входять в систему громадської безпеки країни, підпорядковуючись на оперативному рівні державним секретарям з питань громадської безпеки. Фінансуються кожним штатом окремо, а у випадку Федерального округу – федеральним урядом.
Їхній особовий склад, як і особовий склад військових пожежних команд, є військовослужбовцями штатів і перебувають під юрисдикцією військової юстиції штату під час виконання службових обов'язків.
Термін «військова поліція» був офіційно закріплений лише в 1946 році за часів правління Getúlio Vargas, з прийняттям нової Конституції після закінчення періоду «Нового державного устрою». Термін «військова поліція» є загальноприйнятим у всіх штатах, за винятком Ріу-Гранді-ду-Сул, який єдиний зберіг історичну назву «Військова Бригада» для своїх поліцейських сил.
Військову поліцію штатів не слід плутати з Поліцією Збройних сил Бразилії, яка виконує функції з підтримання дисципліни та правопорядку серед військовослужбовців.

## Муніципальна варта
Муніципальна варта, муніципальна цивільна гвардія та столична цивільна гвардія (порт. Guarda municipal) — це муніципальні установи громадської безпеки в Бразилії з повноваженнями поліції, які делеговані їм муніципалітетами. Загальна компетенція муніципальної варти полягає в охороні майна, послуг, громадських місць та інфраструктури муніципалітету. Згідно з Бразильським форумом громадської безпеки (FBSP), муніципальна варта наразі присутня в 1467 муніципалітетах, загальною чисельністю близько 100 000 співробітників, що робить її третьою за величиною силовою структурою в країні після військової та цивільної поліції.